# Dysrégulation émotionnelle
La dysrégulation émotionnelle est un terme et concept utilisé dans le contexte de la santé mentale. Il se réfère à une réaction émotionnelle impulsive et mal modulée (manque d'autocontrôle conduisant à des émotions) et ne relevant pas de la gamme conventionnellement acceptée de réponse émotive. La « dysrégulation émotionnelle » est parfois appelée « labilité de l'humeur » (ou fluctuation marquée de l'humeur) ou « sautes d'humeur » soudaines et rapides, peu durables dans le temps, avec une difficulté à se remettre des émotions négatives (ruminations...), moindre tolérance à la frustration. Le trouble de la dysrégulation émotionnelle (TDDE) est souvent associé à d'autres troubles neurodéveloppementaux (trouble bipolaire, TDAH, autisme, trouble de la personnalité limite, irritabilité chronique) ainsi qu'à l'état de stress post-traumatique, avec des répercussions fonctionnelles sociales.

## Définition pour le DSM-5
Le DSM-5 a introduit la notion de trouble disruptif avec dysrégulation émotionnelle (TDDE), défini comme « humeur irritable ponctuée de crises de colère récurrentes » chez les enfants et adolescents. Il s’agit d’un diagnostic plutôt méconnu et assez peu étudié. Le but de cette thèse est de favoriser une meilleure
compréhension du phénomène et une meilleure prise en charge des patients présentant ce trouble. La première étude, réalisée dans le cadre de cette thèse, vise à développer et évaluer les propriétés psychométriques d’un questionnaire de dépistage du TDDE. La seconde étude rassemble l’opinion d’experts quant aux différentes pistes d’évaluation et d’intervention pour ce trouble.
Pour rappel, selon ce même DSM-5, l’humeur est une « émotion globale et durable qui colore la perception du monde ». Contrairement à l’affect qui se réfère aux fluctuations de la « température émotionnelle », l’humeur se réfère à un « climat émotionnel » plus global et plus stable ».

## Prévalence
selon Assia Boudjerida (2024), la prévalence globale du TDDE serait comprise entre 2 et 5 % de la population générale et pourrait être un peu plus fréquent chez les adolescents : les critères du TDDE à l’adolescence semblent significativement associés à des symptômes dépressifs et à certains traits de personnalité limite et possiblement à d’autres troubles ; une étude psychométrique récente basée sur 10 questions de type oui/non basées sur les critères diagnostiques du DSM-5, chez 192 adolescents a donné 5,7 % des participants présentant les principaux symptômes du TDDE (critères A, C et D du DSM-5).

## Description
Les manifestations possibles du dérèglement affectif comprennent des accès de colère ou crises clastiques tels que la destruction ou le lancer d'objets, l'agressivité envers soi ou les autres, et les menaces, tentatives ou actes de suicide. Les réactions du sujet apparaissent pour les autres comme des surréaction, pouvant conduire à des conflits. Ces variations se produisent habituellement en quelques secondes, quelques minutes ou quelques heures. La dysrégulation émotionnelle peut conduire à des problèmes de comportement et donc interférer négativement avec les interactions et les relations sociales d'une personne à la maison, à l'école, dans la vie de couple ou sur le lieu de travail. L'Hypo- et l'« hyper-réactivité émotionnelle » sont deux 2 profils possibles de la dysrégulation émotionnelle chez des patients normothymique,  associés à une altération du fonctionnement.
Selon le DSM-5, le trouble disruptif avec dysrégulation émotionnelle est caractérisé par les critères suivants : 
- Crises de colère fréquentes et intenses : la personne crie, peut devenir et se blesser ; ces crises sont plus fortes et plus longues que ce qui est normal ou attendu pour la situation et au vu de l'âge de la personne.
- Fréquence : les crises de colère se produisent au moins trois fois par semaine.
- Humeur : entre les crises, la personne est souvent de mauvaise humeur ou en colère presque toute la journée, tous les jours. D'autres personnes (parents, enseignants, amis font le même constat).
- Durée : ces problèmes durent depuis au moins 12 mois sans pause de plus de trois mois.
- Situations : les crises de colère et la mauvaise humeur se produisent dans au moins deux endroits différents (par exemple, à la maison, à l'école, avec les amis) ; et elles sont très intenses dans au moins un de ces endroits.
- Âge : le diagnostic ne peut pas être fait pour la première fois avant l'âge de 6 ans ou après l'âge de 18 ans.
- Début : les crises et troubles de l'humeur ont commencé avant l'âge de 10 ans.
- Manie/Hypomanie : la personne n'a jamais eu tous les symptômes d'un épisode maniaque ou hypomaniaque pendant plus d'une journée.
- Autres troubles (comorbidités) : Les comportements ne sont pas seulement dus à un épisode de dépression ou à un autre trouble mental (comme l'autisme, le stress post-traumatique, l'anxiété de séparation, la dysthymie).
- Coexistence : ce diagnostic ne peut pas être fait en même temps que celui d'un trouble oppositionnel avec provocation, un trouble explosif intermittent ou un trouble bipolaire, mais il peut être fait avec d'autres troubles comme la dépression, le TDAH, un trouble des conduites ou des problèmes de drogue.
- Substances/Maladies : Les symptômes ne sont pas causés par une drogue ou une autre maladie.

Les émotions positives sont aussi intenses que les négatives, ce qui cause une grande douleur intérieure quand les négatives reviennent.
La dysrégulation émotionnelle peut être associée à une expérience de traumatisme psychologique précoce, des lésion cérébrale, ou de mauvais traitements chroniques (comme abus dans l'enfance, la négligence dans l'enfance ou négligence/abus institutionnelle), et les troubles associés tels que le trouble d'attachement réactionnel, ainsi qu'à des addictions (alcoolisme, notamment). Elle peut aussi conduire, durant l'adolescence notamment à l'automutilation .
La dysrégulation émotionnelle peut se présenter chez les personnes souffrant de troubles psychiatriques et neurodéveloppementaux tels que le trouble déficitaire de l'attention avec hyperactivité et l'autisme, le trouble bipolaire, le trouble de la personnalité borderline, l'état de stress post-traumatique,. 
Dans des cas tels que le trouble de la personnalité borderline, l'hypersensibilité aux stimuli émotionnels provoque un retour plus lent à un état émotionnel normal. Cela se manifeste par les déficits biologiques dans le cortex frontal. 
La personne concernée, après avoir constaté les réactions négatives ou l'incompréhension de son entourage face à ses réactions perçues comme exagérées, réagit souvent par le « masquage » (souvent épuisant et pas toujours possible) ; ou, préventivement, en tenant de mettre en place des tactiques d'« évitement émotionnel », ou parfois en développant des surcompensation, par exemple par l'humour ou l'autodérision.

## Traitements, thérapies
Il existe plusieurs méthodes d’intervention « psychosociales » (thérapie comportementale ; Thérapie comportementale dialectique (TCD) vise à diminuer la
dysrégulation émotionnelle, notamment par l’apprentissage en groupe de compétences ; coaching) et/ou pharmacologiques qui peuvent concerner des adultes récemment diagnostiqués ou des enfants ou adolescents qui semblent souvent ou toujours animés par un sentiment de colère et/ou exprimant des crises de colère intenses lors desquelles ils peuvent crier ou hurler, frapper, insulter et parfois casser des objets, qualifiés d'élèves ou étudiants « difficiles » dans le système scolaire ; selon une thèse récente (2024), pour des jeunes présentant un TDDE, les pistes idéales de soin ou d'accompagnement les plus consensuelles sont - à cette époque -  un accompagnement par une équipe multidisciplinaire, allié à une approche systémique. Selon cette thèse, la médication est l'un des outils intéressants, parfois nécessaire, mais encore trop peu étudié pour obtenir des recommandations précises. 